# فهرست شاهان کوماژن
پادشاهی کوماژن (به زبان ارمنی:Կոմմագենէի Թագավորութիւն، به زبان یونانی:Βασίλειον τῆς Kομμαγηνῆς)، یک پادشاهی باستانی ایرانی در عصر هلنیستی در منطقه جنوب آناتولی امروزی در نزدیکی انطاکیه بود.
کوماژن به عنوان ساتراپ‌نشین امپراتوری سلوکی ادامه زندگی داد و پس از آن به پادشاهی مستقل مبدل گشت.
در حدود سال ۱۶۴ پیش از میلاد، بعد از مرگ آنتیوخوس چهارم، منطقه کوماژن توسط بطلمیوس مستقل گردید.
کوماژن از ۱۷ میلادی تا ۳۸ میلادی توسط تیبریوس یکی از استان‌های امپراتور روم گردید و بالاخره کوماژن از سال ۳۸ میلادی تا ۷۲ میلادی به دستور کلودیوس به پادشاهی مستقل بدل گردید و آنتیوخوس چهارم کوماژن به سلطنت رسید. در نهایت پادشاهی کوماژن در ۷۲ میلادی توسط وسپاسیان ضمیمه امپراتوری روم گردید.

## ساتراپی کوماژن – ۲۹۰ پ. م تا ۱۶۳ پ. م
- سام یکم (۲۹۰ پ. م – ۲۶۰ پ. م)
- آرشام یکم (۲۶۰ پ. م – ۲۲۸ پ. م)
- خشایارشا (۲۲۸ پ. م – ۲۰۱ پ. م)
- بطلمیوس (۲۰۱ پ. م – ۱۶۳ پ. م)

## پادشاهی کوماژن – ۱۶۳ پ. م تا ۷۲ میلادی
- بطلمیوس (۱۶۳ پ. م – ۱۳۰ پ. م)
- سام دوم (۱۳۰ پ. م – ۱۰۹ پ. م)
- مهرداد یکم (۱۰۹ پ. م – ۷۰ پ. م)
- آنتیوخوس یکم (۷۰ پ. م– ۳۸ پ. م)
- مهرداد دوم (۳۸ پ. م – ۲۰ پ. م)
- مهرداد سوم (۲۰ پ. م – ۱۲ پ. م)
- آنتیوخوس سوم (۱۲ پ. م – ۱۷ میلادی)
- تحت سلطه امپراتوری روم (۱۷ میلادی – ۳۸ میلادی)
- آنتیوخوس چهارم (۳۸ میلادی – ۷۲ میلادی)

## وارثان پادشاهی کوماژن
- جولیوس آنتیوخوس فیلوپاپوس
- جولیا بالبیلا
- گایوس جولیوس آگریپا
- گایوس جولیوس آلکساندر برنیس یانوس
- گایوس جولیوس کوادراتوس باسوس
- ژوتاپیانوس